# Thagria aculeata
Thagria aculeata är en insektsart som beskrevs av Nielson 1977. Thagria aculeata ingår i släktet Thagria och familjen dvärgstritar. Inga underarter finns listade i Catalogue of Life.